# Copa de los Balcanes 1932
La Copa de los Balcanes fue la 3ª edición de la Copa de los Balcanes. Esta versión del torneo se disputó en la ciudad de Belgrado, en Yugoslavia. Las selecciones de Yugoslavia, Grecia, Bulgaria y Rumania. Esta tercera versión del torneo se la adjudicó la Selección de fútbol de Bulgaria y el máximo goleador fue Živković con 5 tantos.

## Clasificación Final
| Pos. | Equipo     | Pts. | PJ | PG | PE | PP | GF | GC | Dif. |
| ---- | ---------- | ---- | -- | -- | -- | -- | -- | -- | ---- |
| 1    | Bulgaria   | 6    | 3  | 3  | 0  | 0  | 7  | 2  | +5   |
| 2    | Yugoslavia | 4    | 3  | 2  | 0  | 1  | 12 | 5  | +7   |
| 3    | Rumania    | 2    | 3  | 1  | 0  | 2  | 4  | 5  | -1   |
| 4    | Grecia     | 0    | 3  | 0  | 0  | 3  | 1  | 12 | -11  |

## Resultados
| 3 de junio de 1933 | Yugoslavia | 7:1 | Grecia       | Stadion Beogradski SK, Belgrado                           |                                                           |
|                    | Tirnanić 5' · Glišović 15' · D. Zečević 51' · A. Živković 51' (pen.), 62' (pen.) · Vujadinović 80' · D. Zečević 84' |     | N. Kitsos 4' | Asistencia: 10,000 espectadores Árbitro(s): Denis Xifando | Asistencia: 10,000 espectadores Árbitro(s): Denis Xifando |

| 26 de junio de 1932 | Bulgaria           | 2:0 | Rumania | Stadion Beogradski SK, Belgrado                         |                                                         |
|                     | A. Peshev 65', 89' |     |         | Asistencia: 5,000 espectadores Árbitro(s): Mika Popović | Asistencia: 5,000 espectadores Árbitro(s): Mika Popović |

| 28 de junio de 1932 | Grecia | 0:3 | Rumania                                 | Stadion Beogradski SK, Belgrado                             |                                                             |
|                     |        |     | Ciolac 6' · S. Schwartz 9' · Bodola 16' | Asistencia: 2,500 espectadores Árbitro(s): Stefan Chumpalov | Asistencia: 2,500 espectadores Árbitro(s): Stefan Chumpalov |

| 30 de junio de 1932 | Yugoslavia           | 2:3 | Bulgaria                                        | Stadion Beogradski SK, Belgrado                                |                                                                |
|                     | A. Živković 84', 89' |     | L. Angelov 35' · A. Peshev 47' · M. Lozanov 84' | Asistencia: 6,000 espectadores Árbitro(s): Stavros Hatzopoulos | Asistencia: 6,000 espectadores Árbitro(s): Stavros Hatzopoulos |

| 2 de julio de 1932 | Bulgaria                              | 2:0 | Grecia | Stadion Beogradski SK, Belgrado                         |                                                         |
|                    | L. Angelov 71' · A. Peshev 85' (pen.) |     |        | Asistencia: 3,500 espectadores Árbitro(s): Radu Istrate | Asistencia: 3,500 espectadores Árbitro(s): Radu Istrate |

| 4 de julio de 1932 | Yugoslavia                                         | 3:1 | Rumania       | Stadion Beogradski SK, Belgrado                                |                                                                |
|                    | D. Zečević 21' · A. Živković 30' · Vujadinović 42' |     | N. Kovács 36' | Asistencia: 8,000 espectadores Árbitro(s): Stavros Hatzopoulos | Asistencia: 8,000 espectadores Árbitro(s): Stavros Hatzopoulos |

| Bandera de Bulgaria |
| Campeón Bulgaria    |
| Segundo título      |

## Goleadores
| Jugador             | Selección  | Goles |
| ------------------- | ---------- | ----- |
| Aleksandar Živković | Yugoslavia | 5     |
| Asen Peshev         | Bulgaria   | 3     |
| Dobrivoje Zečević   | Yugoslavia | 3     |
| Lyubomir Angelov    | Bulgaria   | 2     |
| Đorđe Vujadinović   | Yugoslavia | 2     |